# Carruanthophyllum hybridum
Carruanthophyllum hybridum là một loài thực vật có hoa trong họ Phiên hạnh. Loài này được (Haw.) G.D.Rowley miêu tả khoa học đầu tiên năm 1982.